# جوف الأنف
جوف الأنف أو الحفرة الأنفية هو الجزء العميق من الأنف والممتد من المنخرين في الأمام وحتى المنعرين في الخلف، أي حتى البلعوم في الخلف. يقسم جوف الأنف إلى قسمين أيمن وأيسر بواسطة بنية عظمية غضروفية تدعى حاجز الأنف أو الوتيرة.

## الوظيفة

### الدور في عمليَّة التصويت
هو العضو الذي يندفع خلاله النفس مع بعض الأصوات كالميم والنون، وهو يستغلّ كفراغ رنان يضخّم بعض الأصوات عند النطق. وهو ينسدّ بعض الشيء بواسطة الشراع الذي ينتهي باللهاة، وهي التي تنغلق بعض الأحيان وتعزل الحلقوم عن التجويف الأنفي.

### الدور التنفسي
جوف الأنف هو أول أجزاء السبيل التنفسي، ويعتبر التنفس عن طريق الأنف أفضل من التنفس عن طريق الفم؛ فالتوعية الغزيرة لجوف الأنف وأشعار الدهليز والإفرازات المخاطية تساهم بتصفية الهواء المستنشق وتدفئته وترطيبه وتسمى هذه العملية الثلاثية (التصفية والتدفئة والترطيب) بتكييف الهواء.

### الدور الشمي
يحتوي جوف الأنف في أجزائه العلوية على مستقبلات حسية خاصة بحاسة الشم، ولذلك يعتبر الأنف من أعضاء الحواس.
يقوم جوف الأنف بالإضافة لدوريه التنفسي والشمي بعملية تنظيف ذاتية تتيح له التخلص من الجسيمات الأجنبية التي اقتنصها من الهواء وذلك عن طريق حركة الأهداب نحو البلعوم حيث يتم بلعها.

## الحدود التشريحية

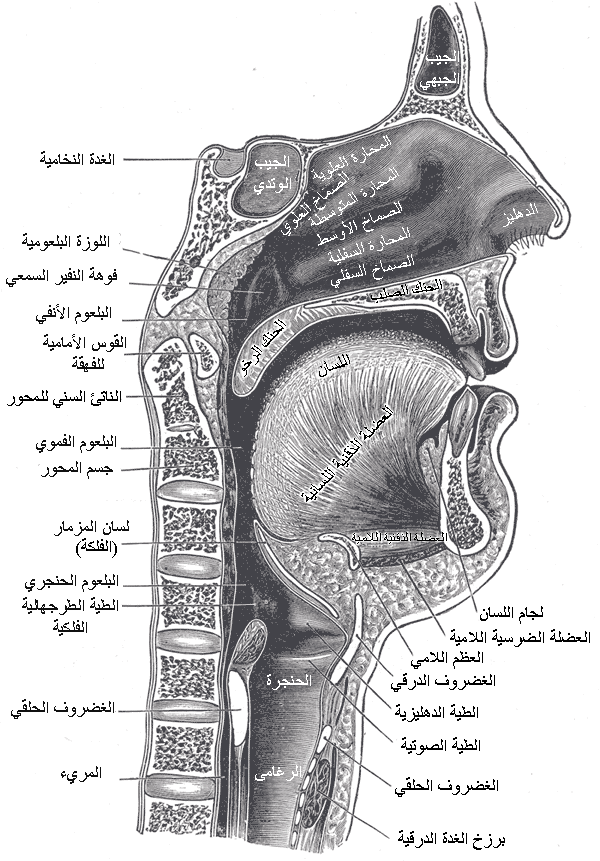
أجواف الرأس والعنق (يمكن رؤية المحارات الأنفية وأصمخة الأنف والجدار السفلي)

### الجدار العلوي
يسمى الجدار العلوي لجوف الأنف بسقف الأنف، يساهم في تشكيله من الأمام للخلف كل من غضاريف الأنف والعظم الأنفي والجبهي وجسم العظم الوتدي والصفيحة المصفوية للعظم الغربالي. يمر عبر ثقوب الصفيحة المصفوية ألياف العصب الشمي التي تنقل الإشارات المسؤولة عن حاسة الشم.

### الجدار السفلي
يسمى أرضية الأنف أو قاع الأنف ويتمثل بالحنك الصلب. يفصل الحنك الصلب جوف الأنف عن جوف الفم وتتشكل ثلاثة أرباعه الأمامية من الناتئين الحنكيين للفكين العلويين في حين يتشكل ربعه الخلفي من الصفيحتين الأفقيتين للعظمين الحنكيين. أرضية الأنف مقعرة قليلاً بالعرض وأفقية تقريباً بالمستوى الأمامي الخلفي. يرى أحيانا في الجزء الأمامي الأنسي من الأرضية انخفاض صغير يدعى الردب الأنفي الحنكي.

### الجدار الوحشي
يعتبر الجدار الوحشي أكثر جدران جوف الأنف تعقيداً؛ إذ يساهم في تركيبه كل من العظم الأنفي والغربالي والدمعي والفكي العلوي والصفيحة العمودية للعظم الحنكي والصفيحة الجناحية الأنسية للعظم الوتدي. يتميز الجدار الوحشي ببروز ثلاث تراكيب عظمية تتوضع فوق بعضها تدعى المحارات الأنفية. كما يتميز الجدار الوحشي بوجود ارتفاع دائري ينتج عن بروز الخلايا الغربالية المتوسطة نحو الأنسي يدعى الفقاعة الغربالية، وإلى الأسفل والأمام من هذه الفقاعة يوجد ثلم متقوس يدعى الفرجة الهلالية.

### الجدار الأنسي
يسمى الجدار الأنسي لجوف الأنف حاجز الأنف. غالبًا ما يكون حاجز الأنف منحرفًا عن الخط الناصف مما يؤدي إلى كبر أحد قسمي جوف الأنف على حساب الآخر. يتركب حاجز الأنف من قسم أمامي غضروفي يشكله أحد غضاريف الأنف، ومن قسم عظمي تشكله الصفيحة المعامدة للعظم الغربالي و عظم الميكعة، توجد إسهامات صغيرة من العظمين الأنفيين في موضع التقائهما على الخط الناصف ومن الشوكة الأنفية للعظم الجبهي ومن العرف القاطعي والعرف الأنفي للفكي العلوي والعرف الأنفي للعظمين الحنكيين ومنقار العظم الوتدي.

## التقسيم التشريحي

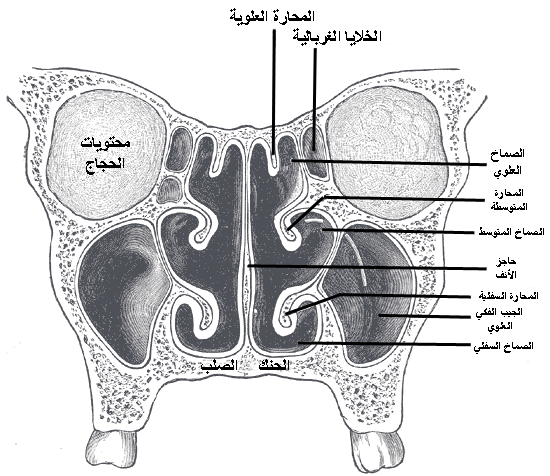
مقطع إكليلي في جوف الأنف

يقسم جوف الأنف بواسطة حاجز الأنف إلى قسمين أيمن وأيسر، ويقسم كل منهما بواسطة المحارات الأنفية الثلاثة إلى أربع فسحات هي من الأعلى للأسفل:
- الردب الوتدي الغربالي: يقع فوق المحارة الأنفية العلوية وخلفها.
- الصماخ الأنفي العلوي: يقع تحت المحارة العلوية ووحشيها.
- الصماخ الأنفي الأوسط: يقع تحت المحارة الأنفية الوسطى ووحشيها.
- الصماخ الأنفي السفلي: يقع تحت المحارة الأنفية السفلية ووحشيها.[3]

يسمى القسم الأمامي من جوف الأنف والمحاط بغضاريف الأنف بالدهليز.

## التعصيب
يتم تعصيب جوف الأنف بواسطة :
- - العصب الشمي olfactory nerve [1] : يتشكل العصب الشمي من محاوير المستقبلات في الظهارة الشمية الموجودة في سقف كل من جوفي الأنف. تمر حَزم هذه المحاويرعبر ثقوب في الصفيحة المِصَفوية نحو الأعلى لتتشابك مع عصبونات في البصلة الشِّمية للدماغ (تعصيب حسي).
- فروع العصب العينيBranches from the ophthalmic nerve [V1] : فرعا العصب العيني المعصبان لجوف الأنف هما العصبان الغربالِيان الأمامي والخلفي، اللذان ينشآن من العصب الأنفي الهدبي في الحجاج:
  - العصب الغربالي الأمامي : يسير مع الشريان الغربالي الأمامي ليغادر الحجاج، يتنهي كعصب أنفي خارجي external nasal nerve يعصب الجلد حول المنخر وفي دهليز الأنف وعند ذروة الأنف.
  - العصب الغربالي الخلفي : يغادر الحجاج عبر نفق مشابه في الجدار الإنسي للحجاج، لينتهي معصباً المخاطية في الخلايا الغربالية والجيب الوتدي ولا يمتد في الحالة الطبيعية إلى جوف الأنف.
- فروع العصب الفكي العلوي : تنشأ العديد من هذه الفروع الأنفية ضمن الحفرة الجناحية الحنكية، التي تقع إلى الوحشي تماماً من الجدار الوحشي لجوف الأنف، وتعبر من الثقبة الوتدية الحنكية أو من ثقب أصغر في الجدار الوحشي لتدخل جوف الأنف :
  - الأعصاب الأنفية العلوية الخلفية الوحشية posterior superior lateral nasal nerve تعصب الجدار الوحشي لجوف الأنف.
  - الأعصاب الأنفية العلوية الخلفية الأنسية posterior superior medial nasal nerve تعصب سقف جوف الأنف والحاجز الأنفي(الوتيرة) وأكبرها العصب الأنفي الحنكي nasopalatine nerve الذي يعبر النفق القاطعي إلى سقف جوف الفم (من الأعلى إلى الأسفل) وينتهي معصباً المخاطية الفموية خلف القاطعين.
  - الأعصاب الأنفية السفلية الخلفية posterior inferior nasal nerve تنشأ من العصب الحنكي الكبير وتعصب الجدار الوحشي لجوف الأنف. وينشأ عصب أنفي صغير من العصب السنخي العلوي الأمامي فرع العصب تحت الحجاجي.
- التعصيب نظير الوديParasympathetic innetvation : يتم التعصيب المنبه لإفراز الغدد في مخاطية الأنف والجيوب المجاورة للأنف بواسطة ألياف نظيرة ودية قبل عقدية يحملها العصب الصخري الكبير فرع العصب الوجهي. تدخل هذه الألياف الحفرة الجناحية الحنكية وتتشابك في العقدة الجناحية الحنكية ثم تنضم الألياف نظيرة الودية بعد العقدية إلى فروع من العصب الفكي العلوي لتغادر الحفرة وتصل إلى الغدد المستهدفة.
- التعصيب الوديsympathetic innetvation : يشارك التعصيب الودي بشكل أساسي في تنظيم جريان الدم في المخاطية الأنفية، ويأتي من النخاع الشوكي في مستوى الفقرة ص1. تدخل الألياف الودية قبل العقدية الجذع الودي وتصعد لتتشابك في العقدة الودية الرقبية العلوية. تمر الألياف الودية بعد العقدية على الشريان السباتي الباطن وتدخل جوف القحف، ثم تغادر الشريان السباتي الباطن لتشكل العصب الصخري العميق، الذي ينضم إلى العصب الصخري الكبير مشكلاً معه عصب النفق الجناحي الذي يدخل الحفرة الجناحية الحنكية. تتبع الألياف الودية فروع العصب الفكي العلوي إلى جوف الأنف، كما هو الحال في الألياف النظيرة الودية.

## الاتصالات
يتصل جوف الأنف مع الوسط الخارجي في الأمام عبر المنخر ويتصل مع البلعوم الأنفي في الخلف عبر فتحة بيضية الشكل تدعى المنعر. كما يتصل جوف الأنف مع الجيوب جانب الأنفية عبر فتحات خاصة، ويسمح وجود هذه الفتحات بتفريغ محتويات الجيوب ومنع تراكمها. تفتح القناة الأنفية الدمعية التي تنقل الدمع على الصماخ الأنفي السفلي. يفتح على جوف الأنف في الجمجمة الجافة (أي بعد إزالة المخطيات) بالإضافة لما سبق كل من الثقبة الوتدية الحنكية والنفق القاطعي والصفيحة المصفوية.

## بطانة جوف الأنف

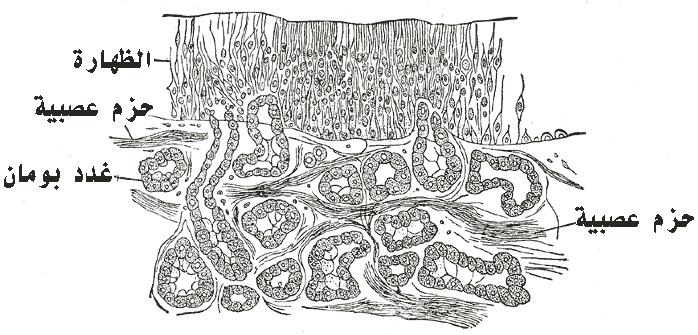
مقطع في مخاطية شمية

يقسم جوف الأنف بناءا على نوع بطانته إلى ثلاثة أقسام:

### دهليز الأنف
دهليز الأنف هو المنطقة الأمامية من جوف الأنف ويكون مبطناً بظهارة مماثلة لظهارة الجلد وهي ظهارة رصفية مطبقة متقرنة. تحتوي ظهارة الدهليز على أشعار قصيرة لها دور بتصفية الهواء من الجزيئات الكبيرة التي يحملها.

### المنطقة الشمية
يحتوي جوف الأنف على مخاطية شمية تتوضع على المحارة العلوية والثلث العلوي من الحاجز الأنفي. تعصَّب هذه المخاطية بواسطة ألياف العصب الشمي.

### المنطقة التنفسية
هي أكبر مناطق الجوف الأنفي وتكون مبطنة بمخاطية تنفسية تحتوي ظهارتها على خلايا مهدبة بينها خلايا كأسية تفرز المخاط. تتمادى هذه المخاطية مع مخاطية البلعوم الأنفي والجيوب جانب الأنفية والقناة الأنفية الدمعية.

## توعية الأنف
يغذي جوف الأنف ثلاثة شرايين:
- الشريان الوتدي الحنكي فرع الشريان الفكي العلوي.
- الشريان الغربالي الأمامي فرع الشريان العيني.
- الشريان الشفوي العلوي فرع الشريان الوجهي ويغذي دهليز الأنف.[3]

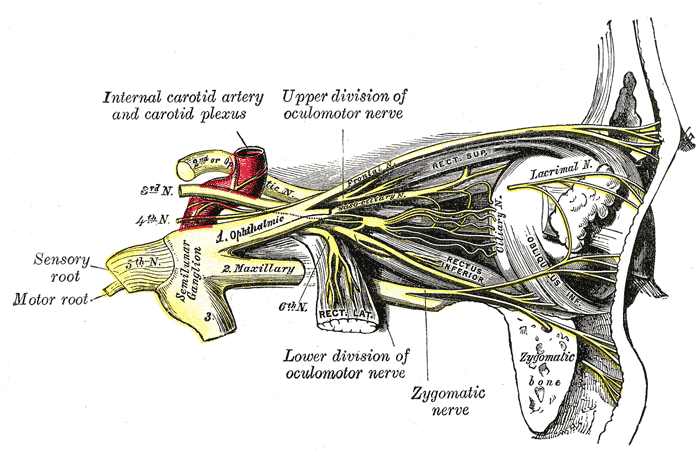
العصبان العيني والفكي العلوي (يمكن أيضا رؤية العصب الأنفي الهدبي)

## التعصيب
- الحس العام: عن طريق فروع من أول فرعين للعصب مثلث التوائم (العيني والفكي العلوي). فالأجزاء الأمامية لجوف الأنف يتم تعصيبها بواسطة العصب الغربالي الأمامي فرع العصب الأنفي الهدبي (الذي بدوره يتفرع من العصب العيني)، أما الأجزاء الخلفية من جوف الأنف يتم تعصيبها عبر فروع للعقدة الجناحية الحنكية والتي تصلها ألياف من العصب الفكي العلوي.
- حس الشم: عن طريق ألياف العصب الشمي التي تعبر الصفيحة المصفوية.[3]

## متفرقات

### الرعاف
وهو النزف من الأنف، ويحصل عادة في منطقة اتصال فرع حاجزي للشريان الشفوي العلوي مع فرع حاجزي للشريان الوتدي الحنكي.

### التخدير
يتم تخدير جدران تجويف الأنف في مكانين:
- في الحفرة الجناحية الحنكية حيث توجد العقدة الجناحية الحنكية.
- في جوار الجدار الأنسي للحجاج حيث يوجد العصب الأنفي الهدبي.[3]

## صور إضافية

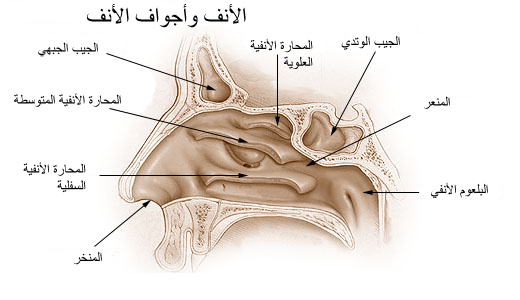
الأنف وأجوافه
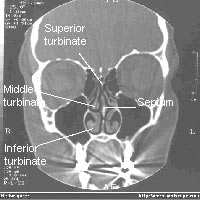
تصوير طبقي محوري لأنف طبيعي
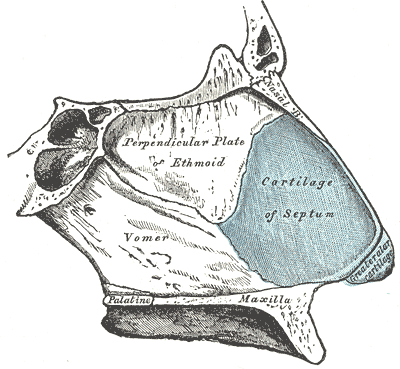
حاجز الأنف.
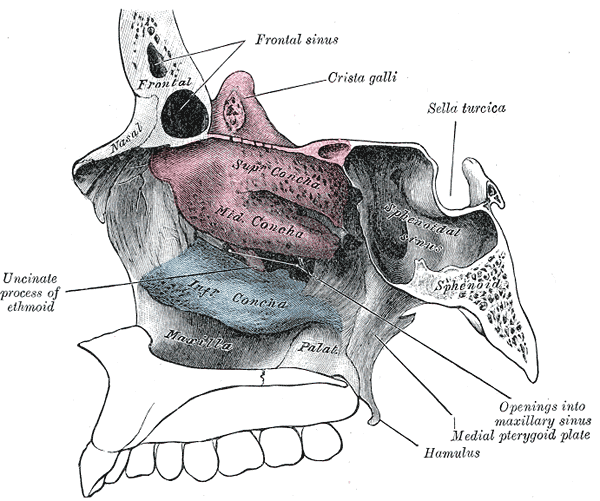
تشريح جوف الأنف
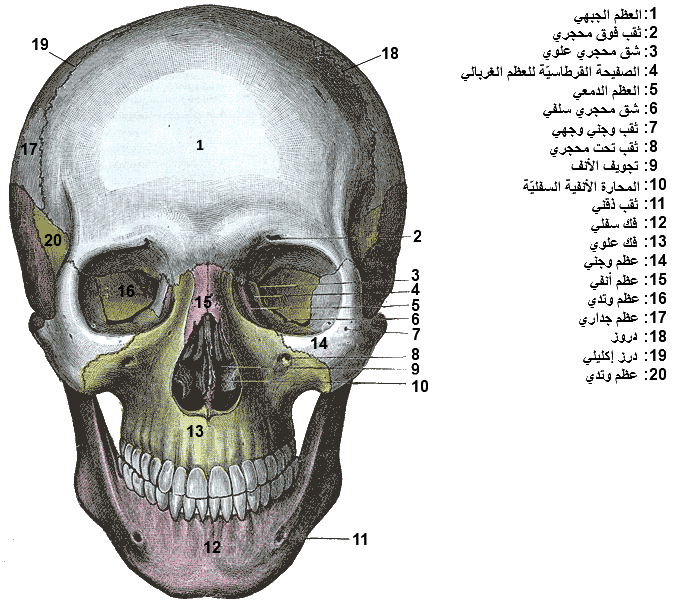
الجمجمة من الأمام.
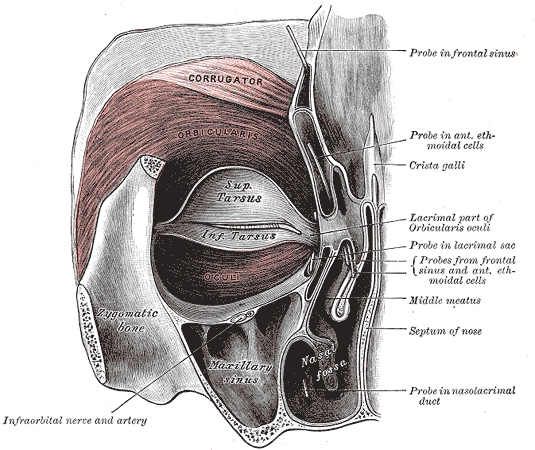
الدويرية العينية اليسرى.
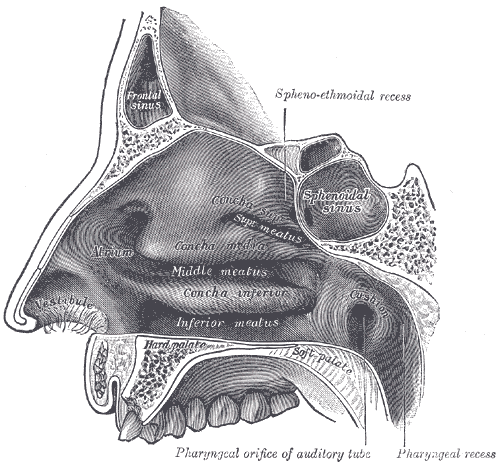
الجدار الوحشي لجوف الأنف.
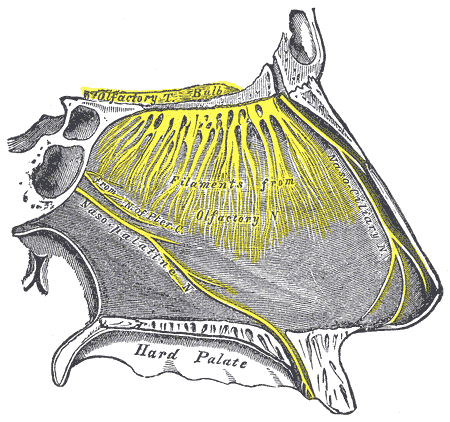
أعصاب جدار جوف الأنف